# Троїця (Білохолуницький район)
Тро́їця (рос. Троица) — село у складі Білохолуницького району Кіровської області, Росія. Адміністративний центр Троїцького сільського поселення.
Населення поселення становить 447 осіб (2010, 521 у 2002).
Національний склад станом на 2002 рік — росіяни 97 %.